# Lüleburgazspor
Lüleburgazspor ist ein türkischer Fußballverein aus Lüleburgaz, Kırklareli. Der Verein spielt seit der Spielzeit 2012/13 in der Bölgesel Amatör Lig.

## Geschichte
Lüleburgazspor wurde 1967 mit der Vereinigung der beiden Vereine Adaletspor und Yeşilovaspor gegründet. Der Verein begann nach der Gründung in der dritten türkischen Liga zu spielen und wurde nach fünf Jahren Meister der dritten Liga, wodurch er in die zweite Liga aufstieg. Nach nur einer Saison in der zweiten Liga stieg der Verein jedoch in die dritte Liga ab und verbrachte dort weitere fünf erfolglose Jahre, bis er dann nach der Spielzeit 1978/79 wieder in die zweite Liga aufstieg. Der Verein spielte bis zur Saison 1985/86 in der zweiten Liga, konnte die höchste türkische Spielklasse jedoch nie erreichen. 1986 stieg der Verein zum dritten Mal in die dritte Liga ab und konnte neun Jahre lang nicht aufsteigen. 1995 stieg der Verein wieder in die zweite Liga auf, konnte sich jedoch nur ein Jahr in der zweiten Liga halten. Darauf folgten Abstiege bis in die Amateurliga. Nachdem die Mannschaft in der Saison 2006/07 Meister der Amateurliga geworden war, stieg er in die vierte Liga auf.
Das wichtigste Ereignis der Vereinsgeschichte war das Erreichen des Halbfinales im türkischen Pokal in der Saison 1979/80. Die Mannschaft warf im Achtelfinale Beşiktaş Istanbul und im Viertelfinale Fenerbahçe Istanbul aus dem Turnier. Im Halbfinale traf die Mannschaft auf Altay Izmir und verlor das Hinspiel 4-1 und das Rückspiel 2-1, womit sie aus dem Turnier ausschieden.
Nach der Spielzeit 2011/12 stieg der Verein wieder in die Amateurliga ab.

## Bekannte ehemalige Spieler
- Timur Yanyalı